# Regen maken

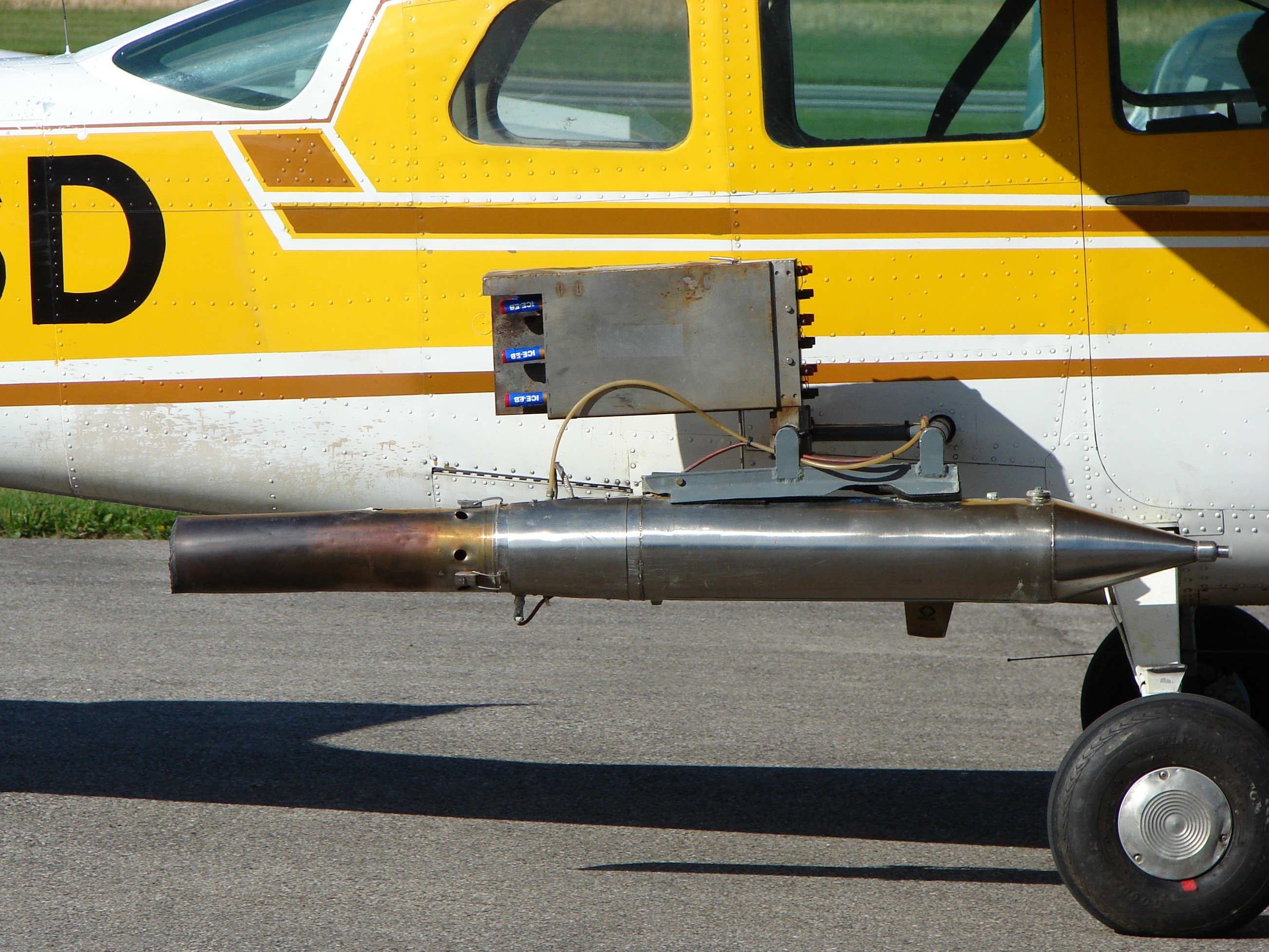
Cessna 210 met apparatuur om het neerslagproces te beïnvloeden.

Onder regen maken verstaat men het vermogen om op kunstmatige wijze ergens regen te laten vallen.
In Nederland en België is er meestal niet zo'n behoefte aan, maar de mens is in staat om regen op te wekken. Regendansen en processies om regen op te roepen zijn in sommige landen als eeuwenoude tradities nog steeds in gebruik, maar het effect hiervan is nooit bewezen.

## Vroege experimenten
In de jaren dertig van de twintigste eeuw heeft de Nederlander August Willem Veraart (1881-1947) als eerste proeven gedaan om regen op te wekken.
Veraart kon in de zomer en het najaar 1930 gebruikmaken van vliegtuigen van de luchtmacht van waaruit een mengsel van ijs en koolzuursneeuw op de wolken werd gestrooid. Vooral de proef van 6 oktober 1930 kreeg bekendheid. Vanuit drie vliegtuigen werd 1800 kilo ijs en koolzuursneeuw geworpen op grote buienwolken. Binnen 24 uur kwamen er in het westen van Nederland tientallen millimeters regen omlaag. Achteraf bleek dat die regen waarschijnlijk niets met de proeven had te maken en anders ook gevallen zou zijn.
Na de Tweede Wereldoorlog gaf Irving Langmuir enkele jaren leiding aan een samenwerkingsproject van General Electric met de Amerikaanse strijdkrachten om te experimenteren met kunstmatige regen. Later verklaarde hij, dat de experimenten van Project Cirrus mogelijk oorzaak waren geweest van de overstromingen in de Missourivallei, waarbij in juni 1951 41 mensen om het leven kwamen. Langmuir kon naar zijn zeggen de militairen niet laten stoppen met het bestrooien van de regenwolken met zilverjodide voor het te laat was. Ook de plotselinge koerswijziging van de orkaan die in 1947 Savannah (Georgia) trof, kan het gevolg van deze experimenten zijn geweest.

## Actuele stand van zaken
Ook tegenwoordig worden in sommige landen nog steeds wolken bezaaid of beschoten om het neerslagproces te beïnvloeden. Door enorme hoeveelheden kristallen zilverjodide aan wolken toe te voegen kan het opeens gaan regenen. De kleine waterdruppeltjes, waaruit een wolk bestaat zetten zich af op de kristallen en komen dan als neerslag omlaag. Door de wolken versneld te laten uitregenen, kan het droog blijven op plaatsen waar de wolken heendrijven. Deze techniek wordt in Rusland toegepast om het bij belangrijke evenementen droog te houden. Men zorgt ervoor dat de wolken op een andere plek op afstand van het evenement versneld uitregenen. Ook bij de Olympische Spelen van 2008 in Peking is deze techniek toegepast. Het is echter wel een vervuilende techniek, zilver als metaal is geen gevaarlijke stof, echter als verbinding is het net zo giftig als een loodverbinding.
De techniek wordt ook gebruikt om hagelbuien te beïnvloeden. Daarbij worden granaten, die kristallen zilverjodide bevatten, met behulp van raketten afgevuurd op wolken. De waterdruppels in de wolk zetten zich af op de vele kristallen die daarin terecht zijn gekomen. Ze worden dus verdeeld over een groot aantal kristallen, waardoor ieder ijskristal afzonderlijk minder groot wordt. Het gevolg is dat de hagelstenen die uit zo'n wolk vallen ook niet zo groot zijn en daarmee kan schade worden voorkomen. Deze technieken worden incidenteel toegepast in Italië, Spanje en Frankrijk om te voorkomen dat de oogst van druiven en sinaasappels door zware hagelbuien wordt vernield.
Ook bosbranden in Indonesië probeert men te bestrijden door kunstmatig regen te maken. Brandende hete gebieden veroorzaken opstijgende luchtstromingen waardoor wolken ontstaan. Druppels in die wolken kunnen zich afzetten op kristallen zilverjodide die vanuit vliegtuigen op de wolken zijn gestrooid. De druppels kunnen dan als regen omlaag komen. In verhouding tot de enorme oppervlaktes die in brand staan lijkt deze kostbare operatie niet meer dan een druppel op een gloeiende plaat.
Onderzoekers van het Amerikaanse Nationale Centrum voor Atmosferisch Onderzoek hebben rond het jaar 2000 een nieuwe methode geïntroduceerd om regen te maken. Zij maken gebruik van een mix van natrium- en kaliumchloriden die vanuit een vliegtuig in de wolken worden gespoten, waardoor het kan gaan regenen.
De Engelse term voor het maken van regen met chemische stoffen is Cloud seeding.